# Синеус и Трувор
Си́неус и Тру́вор (др.-сканд. Signjótr, Þórvar[ð]r, церк.-слав. Синеусъ и Труворъ; ум. 864) — согласно русским летописям, варяги, вместе с братом Рюриком призванные на княжение славянскими и финно-угорскими племенами. Согласно «Повести временных лет», призвание произошло в 862 году; Рюрик сел княжить в Ладоге (по Новгородской первой летописи — в Новгороде), Синеус — в Белоозере, Трувор — в земле кривичей, в Изборске; через два года Синеус и Трувор умерли, и Рюрик принял единоличную власть.

## Летописные сведения
Согласно «Повести временных лет»:

В год 6370 [862 по современному летоисчислению]… И избрались трое братьев со своими родами, и взяли с собой всю русь, и пришли прежде всего к славянам. И поставили город Ладогу. И сел старший, Рюрик, в Ладоге, а другой — Синеус, — на Белом озере, а третий, Трувор, — в Изборске. И от тех варягов прозвалась Русская земля. Через два года умерли Синеус и брат его Трувор. И принял всю власть один Рюрик…
Оригинальный текст (церк.-сл.)В лѣто 6370… И изъбрашася трие брата с роды своими, и пояша по собѣ всю русь, и придоша къ словѣномъ пѣрвѣе. И срубиша город Ладогу. И сѣде старѣйший в Ладозѣ Рюрикъ, а другий, Синеусъ на Бѣлѣ озерѣ, а третѣй Труворъ въ Изборьсцѣ. И от тѣхъ варягъ прозвася Руская земля. По дъвою же лѣту умре Синеусъ и братъ его Труворъ. И прия Рюрикъ власть всю одинъ…

## Историография
Согласно устаревшей гипотезе Н. Т. Беляева и В. А. Мошина, авторство которой некоторыми исследователями (В. Я. Петрухин, И. Н. Данилевский, Е. В. Пчелов, Е. А. Шинаков) приписывается Г. З. Байеру, которую также поддерживал историк Б. А. Рыбаков, имя «Синеус» представляет собой искаженное старошведское «свой род» (швед. sine hus), а «Трувор» — «верная дружина» (швед. thru varing). Таким образом, Рюрик приходит княжить не со своими двумя братьями, а со своим родом (в который входил, например, Вещий Олег) и верной дружиной. Поэтому многие историки полагают, что Нестор Летописец в написании «Повести временных лет» пользовался более ранними, но пока неизвестными, шведскими источниками, и при этом транскрибировал слова, не произведя перевода. Лингвист Циммерлинг отмечает, что варяги не писали в Древней Руси книжные тексты и грамоты по-скандинавски.
Лингвист Макс Фасмер писал со ссылкой на лингвиста Вильгельма Томсена, что церк.-слав. Синеусъ происходит от др.-сканд. Signiutr, Signjótr — буквально «наслаждающийся победой»; Труворъ — от þorvarðr или þruvarðr. Фасмер предполагал, что имя Синеусъ могло сблизиться с синий и усъ.
Скандинавист Е. А. Мельникова указывает, что интерпретации имён Синеуса и Трувора как «свой род» и «верная дружина» не соответствуют нормам морфологии и синтаксиса древнескандинавских языков, а также семантике слов hus и vaeringi, которые не имели значения «род, родичи» и «дружина». А. А. Куник, позже Н. Т. Беляев доказали происхождение летописных имен Синеус и Трувор от древнескандинавских Signjótr и Þórvar[ð]r. Мельникова показала, что эти имена известны в рунических надписях, сагах и исландском антропонимиконе. Таким образом, фигурирующие в тексте «Повести временных лет» имена Синеус и Трувор могли быть именами действительных братьев Рюрика: из рунических надписей и саг известно, что нередко в походах викингов участвовало несколько родичей — братьев, двоюродных братьев и т. д. Это могли быть и имена членов дружины Рюрика, которые по закону эпической концентрации персонажей и под влиянием фольклорного мотива были переосмыслены как его братья. Лингвист С. Л. Николаев предлагает прочтение последовательности «рюрикъ синеусъ труворъ» как фразы из гипотетической рунической надгробной надписи на языке, принадлежавшем к восточной ветви северогерманской группы языков, возможно, на реконструированном им континентальном северогерманском диалекте: «…Ryrik sīnna husa tru wɔra…» — «…[по] Рюрику, его/её/их домов верному/надежному защитнику…». Лингвист А. В. Циммерлинг считает, что теоретически такая фраза возможна, однако в рунах она не встречается.
Некоторые полагают, что Синеус не мог быть белоозерским князем с 862 года по 864 год, поскольку археологически существование города Белозерска прослеживается только с середины X века. Однако, по аналогии с княжением Рюрика в Новгороде, где княжеской резиденцией и древней деревянной крепостью оказалось «Рюриково городище» рядом с городом Новгородом, что археологи подтвердили с высокой точностью лишь в 2021 году, вероятно археологам не удалось пока найти это место для исследований и хорошо сохранившиеся артефакты, которые, кроме того, могли быть затоплены.
Д. С. Лихачёв полагал, что Рюрик, Синеус и Трувор должны были, по замыслу новгородского летописца, стать «мистическими пращурами» Новгорода, как Кий, Щек и Хорив для Киева.

## Фольклор
В эстонском фольклоре есть сказка о трёх братьях, сыновьях крестьянина: Рахуриккуя (эст. Rahurikkuja — нарушитель мира), Синиус (эст. Siniuss — синий змей) и Труувар (эст. Truuvaar — верный напарник). По сюжету, в боях братья проявили великую храбрость и мужество и впоследствии стали правителями в чужих странах.

## Память

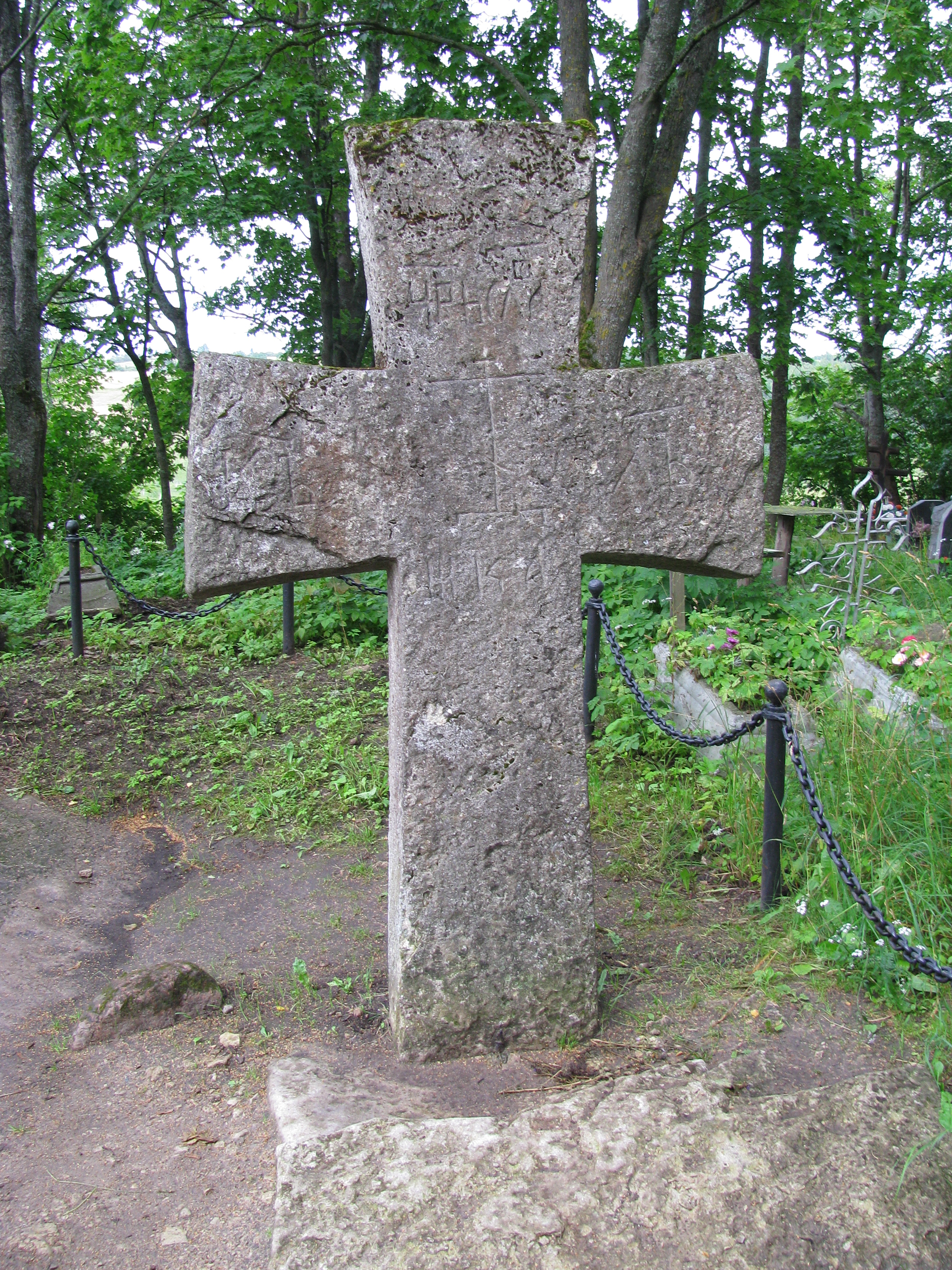
Труворов крест

Рядом с Изборском находится археологический памятник VII—XVIII веков, получивший название Труворово городище. Рядом с ним расположено кладбище с сохранившимися каменными крестами XV века. Один из крестов, высотой более человеческого роста, известен как Труворов крест (Труворова могила), народное предание связывает его с легендарным Трувором.
Медаль в честь Трувора была задумана императрицей Екатериной II. На лицевой стороне изображён вымышленный портрет Рюрика, а на оборотной — насыпной «Труворов» курган и надпись: «Доднесь памятен», а внизу: «Трувор скончался в Изборске в 864 году» Также была изготовлена и медаль «Смерть Синеуса на Белом Озере. 864».
В Первую мировую войну ледокол «Трувор» обеспечивал операции Балтийского флота.
В честь Трувора и Синеуса названы речные круизные теплоходы «Викинг Трувор» (Россия) и «Вікінг Сінеус» (Украина).

## В культуре
Рюрик, Синеус и Трувор (под именами Рурик, Синав и Трувор) появляются в поэме Михаила Лермонтова «Последний сын вольности» (1831). Трагедию «Синав и Трувор» написал Александр Сумароков.